# Koronis (Tochter des Koroneus)
Koronis (altgriechisch Κορωνίς Korōnís, lateinisch Coronis) ist eine Figur der griechischen Mythologie.
Sie ist die Tochter des phokischen Königs Koroneus. Der Gott Poseidon verliebt sich in sie und versucht, ihre Zuneigung zu gewinnen, aber Koronis zeigt kein Interesse. Daraufhin versucht Poseidon eines Tages, sie zu vergewaltigen, während sie am Strand spazieren geht. Koronis will fliehen, kommt aber im Sand nicht schnell genug voran. Sie wendet sich an die Göttin Athene, die eingreift und Koronis in eine Krähe verwandelt, damit sie davonfliegen kann.